# Чиррипо-Гранде
Чиррипо-Гранде, или Чиррито-Гранде (исп. Cerro Chirripó) — самая высокая вершина Коста-Рики высотой 3819 метров. 
Расположена в национальном парке Чиррипо, отличается большим биоразнообразием. На горе несколько раз случались крупные лесные пожары, снег за последние 100 лет не выпадал ни разу. Для восхождения на Чиррипо-Гранде требуется разрешение от администрации парка.